# Discus brunsoni
Discus brunsoni är en snäckart som beskrevs av S. S. Berry 1955. Discus brunsoni ingår i släktet Discus och familjen Discidae. Inga underarter finns listade i Catalogue of Life.